# Breganze Pinot nero
Le Breganze Pinot nero est un vin italien de la région Vénétie doté d'une appellation DOC depuis le 18 juillet 1969. Seuls ont droit à la DOC les vins rouges récoltés à l'intérieur de l'aire de production définie par le décret. 

## Aire de production
Les vignobles autorisés se situent en province de Vicence dans les communes de Bassano del Grappa, Breganze, Fara Vicentino, Lugo di Vicenza, Marostica, Mason Vicentino, Molvena, Montecchio Precalcino, Pianezze, Salcedo, Sandrigo, Sarcedo et Zugliano. Les vignobles se situent sur des pentes des collines entre les fleuves Brenta et Astico (un affluent du Bacchiglione).
Le vin rouge du Pinot nero répond à un cahier des charges moins exigeant que le Breganze Pinot nero superiore et le Breganze Pinot nero riserva  , essentiellement en relation avec le vieillissement et le titre alcoolique.

## Caractéristiques organoleptiques
- couleur : rouge rubis
- odeur : délicate,
- saveur : sèche, puissante, légèrement amère (amarognolo)

Le Breganze Pinot nero se déguste à une température de 15 – 17 °C et il se gardera 2 – 4 ans.

## Production
Province, saison, volume en hectolitres :
- Vicenza  (1990/91)  706,42
- Vicenza  (1991/92)  858,87
- Vicenza  (1992/93)  1136,55
- Vicenza  (1993/94)  1395,19
- Vicenza  (1994/95)  1412,85
- Vicenza  (1995/96)  1384,39
- Vicenza  (1996/97)  1688,49